# Trombózis
A trombózis (az ógörög: θρόμβωσις – thrómbōszisz – „besűrűsödés” jelentésű szóból) olyan vérrögképződés a véredényben, amely megakadályozza a vér áramlását a vérkeringésben. Ha a véredény (egy véna vagy artéria) megsérül, akkor a test trombociták és fibrinek segítségével hoz létre vérrögöt a vérveszteség megakadályozására. Vérrögök akkor is kialakulhatnak bizonyos körülmények között, ha a véredény maga nem is sérült. Ha vérrög, vagy annak egy része elszabadul és keringeni kezd a testben, akkor ezt a rögöt embolusznak (embolus) nevezik.

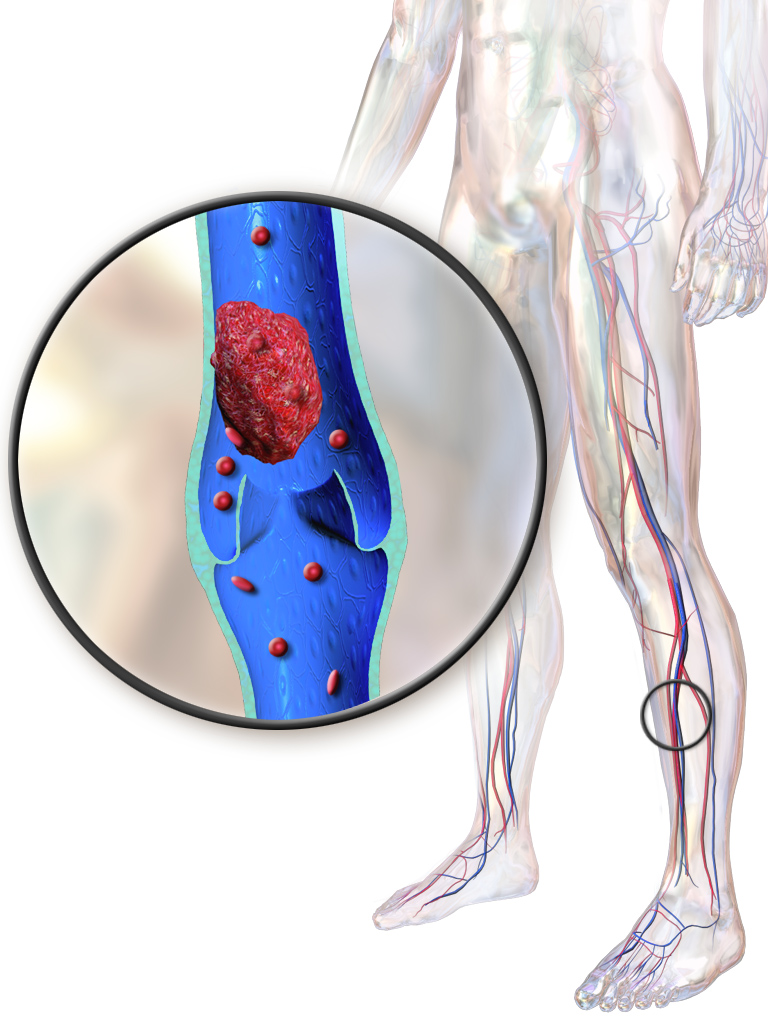
alsó végtagi mélyvénás trombózis

A trombózis előfordulhat a vénákban (vénás trombózis) vagy az artériákban (artériás trombózis). A vénás trombózis vérbőséget okoz a test érintett részén, míg az artériás trombózis (és ritka esetben a komolyabb vénás trombózis is) hatással van a vérellátásra, és károsodást okoz azokban a szövetekben, melyeket ez az artéria lát el (iszkémia és nekrózis). Az artériás és vénás vérrög (thrombus) egy darabja is lehet embolusz leválása után, ami a keringési rendszerben utazva és egy másik helyen elakadva embóliát okozhat. Az ilyen embóliát tromboembólia névvel illetik. Komplikációkat okozhat, ha a vénás trombózis (angol rövidítéssel: VTE) a tüdőben telepszik meg, így tüdőembólia jön létre. Az artériás embolusz messzebbre juthat le az érintett véredényben, ahol embóliát okozhat.

## Fordítás
- Ez a szócikk részben vagy egészben  a   Thrombosis című angol Wikipédia-szócikk ezen változatának fordításán alapul.  Az eredeti cikk szerkesztőit annak laptörténete sorolja fel. Ez a jelzés csupán a megfogalmazás eredetét és a szerzői jogokat jelzi, nem szolgál a cikkben szereplő információk forrásmegjelöléseként.

## Forrás
- Magyar nagylexikon  XVII. (Szp–Ung). Főszerk. Bárány Lászlóné. Budapest: Magyar Nagylexikon. 2003.   750. o. ISBN 963-9257-17-6